# Reiniger, Gebbert & Schall

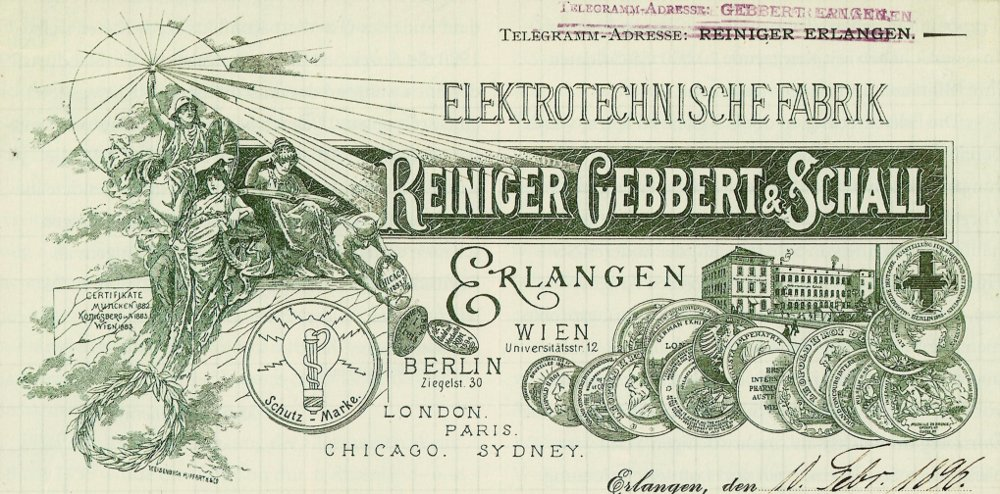
Briefkopf von Reiniger, Gebbert & Schall (1896)

Die offene Handelsgesellschaft „Vereinigte Physikalisch-Mechanische Werkstätten Reiniger, Gebbert & Schall – Erlangen, New York, Stuttgart“ (RGS) war ein Hersteller von feinmechanischen, physikalischen, optischen und elektromedizinischen Apparaten. Sie entstand 1886 als Zusammenschluss der Erlanger Werkstatt Erwin Moritz Reinigers und des Stuttgarter Betriebs von Max Gebbert und Karl Friedrich Schall. Die Werkstätten in Stuttgart und New York wurden bald aufgegeben.
In dem gemeinsamen Unternehmen zeichnete Reiniger verantwortlich für die kaufmännischen Belange, Gebbert für die Fabrikation und Schall für die Konstruktion und den Vertrieb. Produkte waren etwa Galvanometer, Stirn-, Mund- und Kehlkopflampen, Batterien, ärztliche Induktionsapparate oder Mikroskopierlampen, 1890 kamen unter anderem Bogenlampen, Motoren und elektrische Lichtanlagen hinzu.
Das Unternehmen erwies sich jedoch bald als zu klein, um drei Inhaber-Familien zu ernähren. Deshalb schied Karl Schall im Jahre 1887 aus dem Betrieb aus, um mit eigenem Kapital in London ein Geschäft zu gründen, das mit großem Erfolg die Generalvertretung von RGS für Großbritannien und die Kolonien übernahm.
1893 zogen die mittlerweile rund 100 Mitarbeiter in ein neues Fabrikgebäude. Auch die Produktpalette hatte sich erweitert, z. B. um Glühlampen, zahnärztliche Bohrmaschinen und Induktionsapparate sowie Geräte und Elektroden für Galvanisation, Faradisation und Endoskopie.
Reiniger trat 1895 aus dem Unternehmen aus und ließ sich 100.000 Mark Abfindung auszahlen. Damit erwarb er die Bayerische Glühlampenfabrik in München. Max Gebbert war nun Alleinunternehmer. Kurz danach machte Wilhelm Conrad Röntgen seine revolutionäre Entdeckung einer „neuen Art von Strahlen“. Gebbert reagierte schnell und sorgte dafür, dass sich bereits 1896 die Fabrikation von RGS vor allem auf Röntgenröhren und -apparate konzentrierte. 1896/97 legte die Firma einen Entwurf für das in Neustadt an der Aisch 1898 konzessionierte Elektrizitätswerk vor.
1906 wurde das Unternehmen in eine Aktiengesellschaft mit 1.250.000 Mark Stammkapital umgewandelt. Ein Jahr später starb Max Gebbert.

## Von RGS zu den Siemens-Reiniger-Werken
Koordinaten: 49° 35′ 47,1″ N, 11° 1′ 7″ O

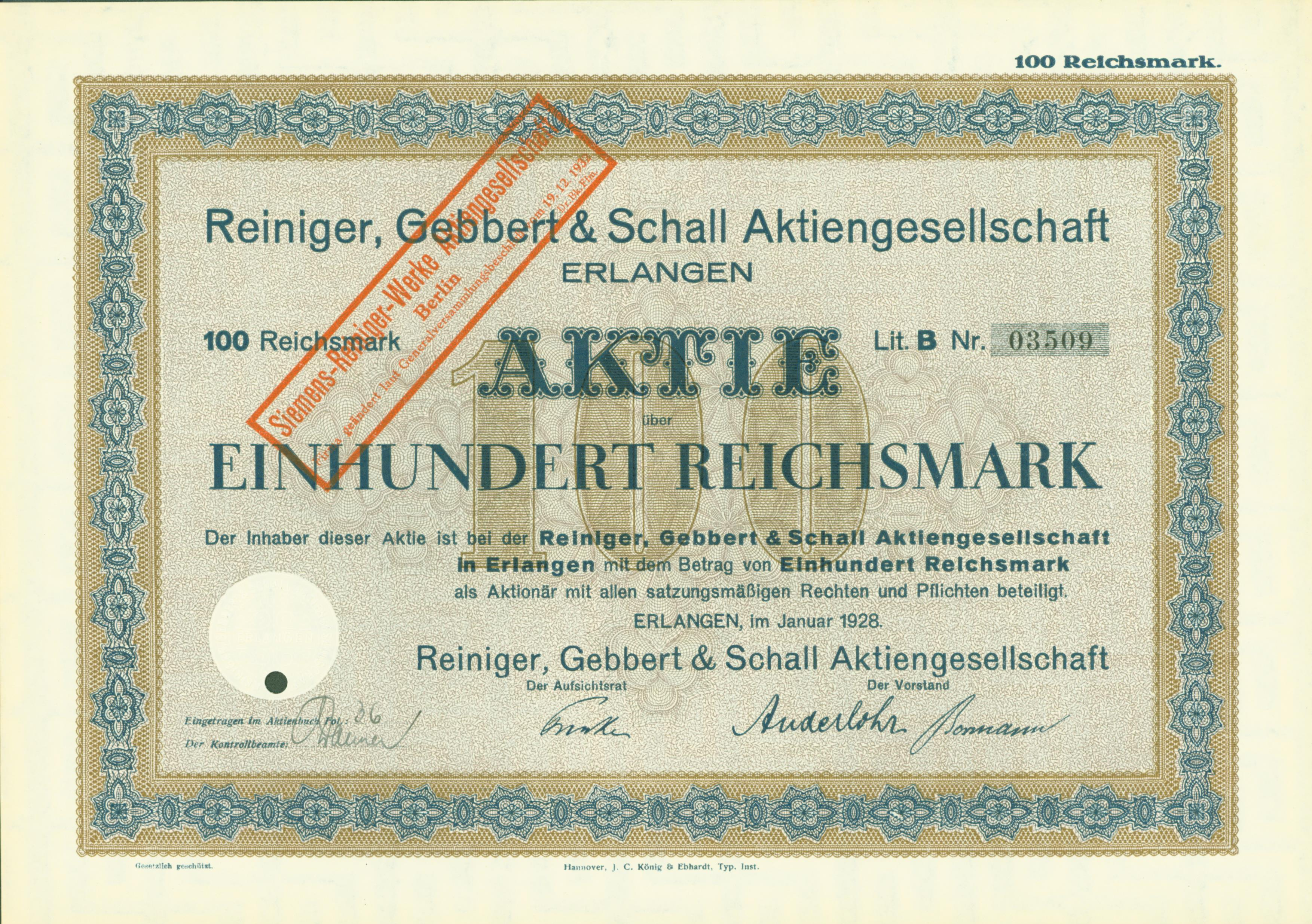
Aktie über 100 RM der Reiniger, Gebbert & Schall AG vom Januar 1928 mit Stempelüberdruck von 1932 mit nuem Firmennamen Siemens-Reiniger-Werke AG

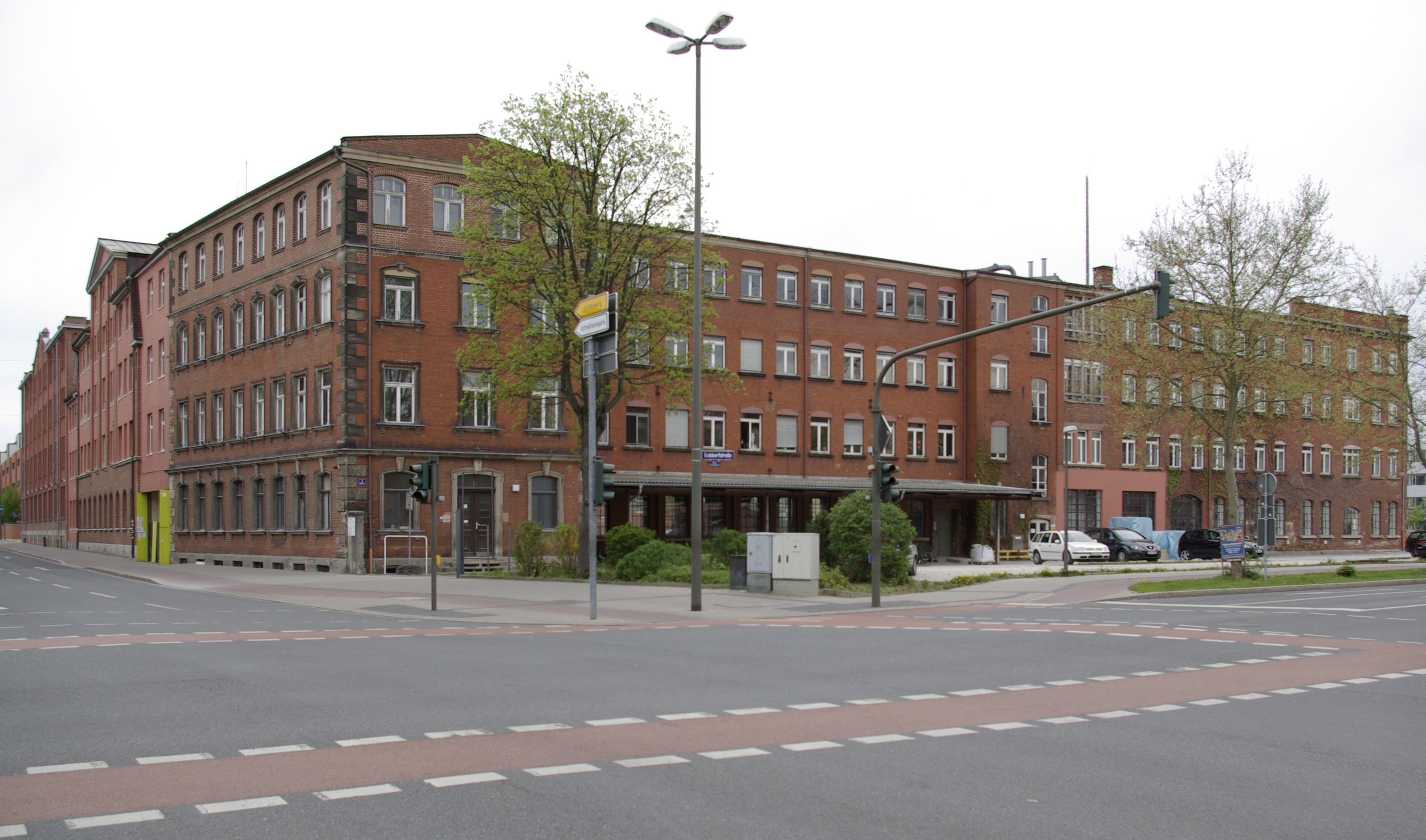
Die 1893 errichteten Gebäude von Reiniger, Gebbert & Schall AG an der Ecke Luitpold-/Gebbertstraße in Erlangen. Auf dem Areal fertigten später auch die daraus hervorgegangenen Siemens-Reiniger-Werke und schließlich der Unternehmensbereich Medizintechnik der Firma Siemens. Im Jahr 2000 schenkte das Unternehmen Siemens das Gebäude der Stadt Erlangen.

Erfolgreich ab 1910 bis ca. 1935 verkaufte Reiniger, Gebbert & Schall weltweit 16.000 sogenannte „Erlanger Pantostaten“. Zunächst im Einsatz war er im Ersten Weltkrieg. Traumatisierte Mannschaftssoldaten wurden mittels äußerst schmerzhaften Elektroschocks behandelt, der „Überrumpelung“ durch das Setzen von kurzen Schmerzreize mittels „Erlanger Pantostaten“  statt „faradischem Strom“, der  gefährlichere „sinusoidalem Wechselstrom“ angewendet, um sie wieder einsatzfähig für den Dienst zu machen, wobei Todesfälle dokumentiert sind.
Im November 1916 kaufte RGS die durch den Krieg in Schwierigkeiten geratenen, in Frankfurt ansässigen VEIFA-Werke von dem Röntgenpionier Friedrich Dessauer.
1921 wurde Karl Wilhelm Zitzmann Generaldirektor der gegründeten INAG, der Industrie-Unternehmungen Aktiengesellschaft, einer Holding-Gesellschaft der RGS-Gruppe. Nachdem im November 1923 die Umstellung auf die Rentenmark erfolgt war, gestaltete sich die Lage des Unternehmens noch schlechter, als es zu Inflationszeiten ausgesehen hatte: Die Verschuldung betrug 6 Millionen Goldmark, verzinst mit 24 %, bei einem Aktienkapital von 3 Millionen Goldmark. Wegen zweifelhafter Geschäfte von Zitzmann geriet die RGS in Schwierigkeiten. Er verwendete Gewinne, teils noch aus der Kriegsproduktion, auch zur Erweiterung des Unternehmens um zahlreiche Untergesellschaften. Dieser Expansionskurs, mit zum Teil branchenfremden, oft unrentablen Werken – insbesondere südamerikanische Unternehmen brachten den Gesamtkonzern nach Ende der Hochinflation (Umstellung auf die Rentenmark im November 1923) bedeutende Belastungen. Zitzmann wurde für die Verschuldung des Konzerns mit rund sechs Millionen Mark persönlich verantwortlich gemacht und musste 1924 die RGS verlassen. Durch einen Zusammenschluss mit der Siemens & Halske AG konnte das Unternehmen gerettet werden, der Anfang 1925 durch die Gründung der Siemens-Reiniger-Veifa GmbH vollzog.
Als Alternative zum Konkurs bot sich das Zusammengehen mit einem ähnlich ausgerichteten Unternehmen an. Hier kamen die AEG oder Siemens & Halske in Berlin in Frage. Die AEG zeigte sich nicht interessiert, mit Siemens & Halske begannen 1924 Verhandlungen. Anfang 1925 einigte man sich auf den Verkauf der RGS-Aktien zum Kurs von 200 % an Siemens & Halske sowie den Verbleib der medizintechnischen Fabrikation in Erlangen.
1932 wurden RGS mit der Phönix Röntgenröhren-Fabriken AG mit Sitz Rudolstadt (Thüringen) und dem Vertriebsunternehmen Siemens-Reiniger-Veifa Gesellschaft für medizinische Technik m.b.H. in Berlin (Veifa: „Vereinigte Elektrotechnische Institute Frankfurt-Aschaffenburg“) zur „Siemens-Reiniger-Werke AG“ vereinigt. Die elektromedizinische Fabrikation von Siemens & Halske wurde sukzessive von Berlin nach Erlangen verlegt.